# Merida-Kleinohrspitzmaus

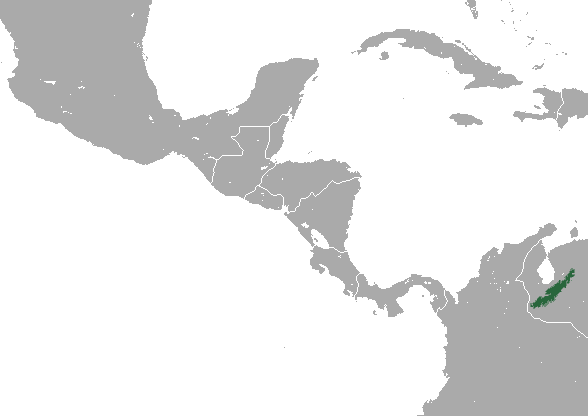
Verbreitungsgebiet der Merida-Kleinohrspitzmaus

Die Merida-Kleinohrspitzmaus (Cryptotis meridensis) ist ein Säugetier in der Familie der Spitzmäuse, das im Nordwesten von Venezuela verbreitet ist. Die Population zählte längere Zeit als Synonym von Cryptotis thomasi. Der Artzusatz im wissenschaftlichen Namen ist aus der Bezeichnung der Bergregion Mérida und der ortshinweisenden lateinischen Endung -ensis gebildet.

## Merkmale
Erwachsene Exemplare sind ohne Schwanz 70 bis 102 mm lang, die Schwanzlänge beträgt 25 bis 41 mm und das Gewicht liegt bei 8,5 bis 18 g. Die Art ist so ein recht großer Vertreter der Kleinohrspitzmäuse. Mit Ausnahme der Geschlechtsorgane gibt es keine Unterschiede zwischen Weibchen und Männchen. Es sind 13 bis 17 mm lange Hinterfüße vorhanden. Typisch für die Art ist oberseits ein schokoladenbraunes Fell mit 4 bis 6 mm langen Haaren und unterseits ein olivbraunes Fell. Diese Spitzmaus hat winzige Augen und Ohren. Ein weiteres Kennzeichen sind lange Krallen an den etwas verlängerten Vorderpfoten. Hinter den Schneidezähnen folgen im Oberkiefer mehrere einspitzige Zähne, wobei wie bei Cryptotis phillipsii der Vierte fehlt oder verkümmert ist. Andere Unterschiede zu im gleichen Gebiet lebenden Gattungsmitgliedern bestehen in der helleren Unterseite und dem verhältnismäßig kürzeren Schwanz.

## Verbreitung
Diese Spitzmaus lebt endemisch in der Bergregion Cordillera de Mérida im Nordwesten Venezuelas. Sie hält sich zwischen 1640 und 3950 Meter Höhe auf. Als Habitat dienen Wolken- und Nebelwälder, Strauchflächen und die Hochlandsteppe Páramo.

## Lebensweise
Die Merida-Kleinohrspitzmaus sucht in der Laubschicht nach Regenwürmern, Käfern, anderen Insekten, Spinnen, Schnecken und Gliederfüßern. Sie gräbt in Moosen und Flechten längere Tunnel und legt dort ihr Nest an. Wo ähnlicher Bewuchs fehlt, liegt das Nest im Boden direkt unter dem Laub. Selten fallen dieser Art Küken, junge Nagetiere, Echsen oder Frösche zum Opfer. Vereinzelte Exemplare nagten an Kadavern von Reisratten oder an Individuen der eigenen Art, die sich in derselben Falle befanden. Diese Spitzmaus teilt ihr Verbreitungsgebiet unter anderen mit zwei Arten von Beutelratten und 9 Nagetierarten. Sie fällt Raubvögeln, Beutelratten, dem Langschwanzwiesel und dem Bergnasenbär zum Opfer.
Funde von trächtigen Weibchen und Weibchen mit aktiven Milchdrüsen in fast allen Monaten, lassen vermuten, dass es keine bestimmte Fortpflanzungszeit gibt. Pro Wurf kommen meist drei, seltener zwei und sporadisch vier Neugeborene vor.

## Gefährdung
Der Bestand ist durch Waldrodungen und andere Landschaftsveränderungen bedroht. Obwohl die Gesamtpopulation als stabil eingeschätzt wird, gilt die Merida-Kleinohrspitzmaus aufgrund des begrenzten Verbreitungsgebiets von maximal 20.000 km² laut IUCN als gefährdet (vulnerable).